# Alba Pomares López
Alba Pomares López (Barcelona, 29 d'agost de 1995) és una futbolista catalana, que juga en la posició de davantera. Formada al RCD Espanyol. va aconseguir una Copa de Catalunya (2013-14). La temporada 2017-18 va fitxar per la Fundación Albacete amb el qual juga actualment.
Internacional amb la selecció espanyola en categories inferiors, va aconseguir el Campionat d'Europa sub-17 de 2011, marcant el gol de la victòria a la final.